# Буланіха (село)
Булані́ха (рос. Буланиха) — село у складі Зонального району Алтайського краю, Росія. Адміністративний центр Буланіхинської сільської ради.

## Населення
Населення — 2410 осіб (2010; 2489 у 2002).
Національний склад (станом на 2002 рік):
- росіяни — 88 %